# Lijst van voetbalinterlands Bahrein - Qatar (vrouwen)
Deze lijst van voetbalinterlands is een overzicht van alle officiële voetbalinterlands tussen de nationale vrouwenteams van Bahrein en Qatar. De landen hebben tot nu toe vier keer tegen elkaar gespeeld.

## Wedstrijden
| № | Plaats | Datum           | Competitie                        | Wedstrijd       | Uitslag |
| - | ------ | --------------- | --------------------------------- | --------------- | ------- |
| 1 | Riffa  | 18 oktober 2010 | Vriendschappelijk                 | Bahrein − Qatar | 17 − 0  |
| 2 | Doha   | 3 november 2013 | Vriendschappelijk                 | Qatar − Bahrein | 0 − 4   |
| 3 | Doha   | 5 november 2013 | Vriendschappelijk                 | Qatar − Bahrein | 0 − 3   |
| 4 | Amman  | 19 april 2014   | West-Aziatisch kampioenschap 2014 | Bahrein − Qatar | 8 − 2   |

## Samenvatting
| Competitie                   | Totaal gespeeld | Winst Bahrein | Gelijk | Winst Qatar | Doelsaldo Bahrein – Qatar |
| ---------------------------- | --------------- | ------------- | ------ | ----------- | ------------------------- |
| West-Aziatisch kampioenschap | 1               | 1             | 0      | 0           | 8 − 2                     |
| Vriendschappelijk            | 3               | 3             | 0      | 0           | 24 − 0                    |
| Totaal                       | 4               | 4             | 0      | 0           | 32 − 2                    |